# Silvalde
Silvalde est une paroisse civile portugaise (en portugais : freguesia) de la municipalité d'Espinho dans le district d'Aveiro.

## Géographie
Silvalde est située sur la côte Atlantique, au sud de l'aire métropolitaine de Porto.

## Démographie
Lors du recensement de 2021, Silvalde compte 6 108 habitants.